# Acid galic
Acidul galic este un acid trihidroxibenzoic, un tip de acid fenolic cunoscut și sub denumirea sistematică de acid 3,4,5-trihidroxibenzoic. Este întâlnit în galele de stejar (gogoșile de ristic), în coaja de stejar, în frunzele de ceai și în unele taninuri. 